# 에리트레아의 경제
에리트레아의 경제는 2012년 10월 국내총생산(GDP)이 2011년에 비해 7.5% 향상되면서 최근 몇 년간 상당한 성장을 경험했다. 그러나 해외 노동자 송금은 국내총생산의 32%를 차지할 것으로 추산된다. 에리트레아는 구리, 금, 화강암, 대리석, 포타쉬와 같은 방대한 양의 자원을 가지고 있다. 에리트레아의 경제는 독립 전쟁으로 인해 극심한 변화를 겪었다.
2011년 에리트레아의 GDP는 8.7% 성장하여 세계에서 가장 빠르게 성장하는 경제 중 하나가 되었다.

## 경제사
에리트레아의 최근 성장 성과는 경제의 약 3분의 1을 차지하고 국내총생산(GDP)의 약 20%를 차지하는 유통서비스에 상당한 영향을 미치는 우량 농업 부문에 대한 의존성 때문에 부분적으로 상당한 변동성에 의해 두드러졌다.또한 경제의 20%를 차지한다. 실질 GDP 성장률은 2018년에 약 12%로 회복된 것으로 추정되며, 잦은 가뭄과 광산 생산 감소로 인해 2015-18년 평균 -2.7%를 기록했다.
보고된 인플레이션은 2015년 11월에 유통 중인 통화의 교환으로 통화 위축을 일으킨 후 2016년~2018년 동안 마이너스였다. 디플레이션은 2018년에도 지속되었는데 에티오피아와의 교역 증가로 물가가 더욱 하락 압력을 받게 되었다.
최근 몇 년 동안 에리트레아는 1998년 지역 불안의 증가 이후 겪었던 만성적인 적자를 되돌리기 위해 재정 정책을 상당히 강화했다. 2018년 재정 흑자는 2018년 GDP의 약 11%로 확대되었다. 이는 자본지출이 급감하고 일부 수익대책이 큰 폭으로 작용했다. 그러나, 반복적이고 임금과 관련된 재정 압박은 가중될 것 같다.
재정적 제약과 기존 제약 하에서 제한된 기회를 고려할 때 단기적인 성장 전망은 여전히 어려운 과제이다. 농업의 회복은 더뎌질 것으로 예상된다. 에리트레아는 지속 불가능한 부채 부담(세계은행 연체 포함)과 취약한 금융 및 외부 부문으로 어려운 거시경제 상황에 놓여 있다.

## 국내총생산

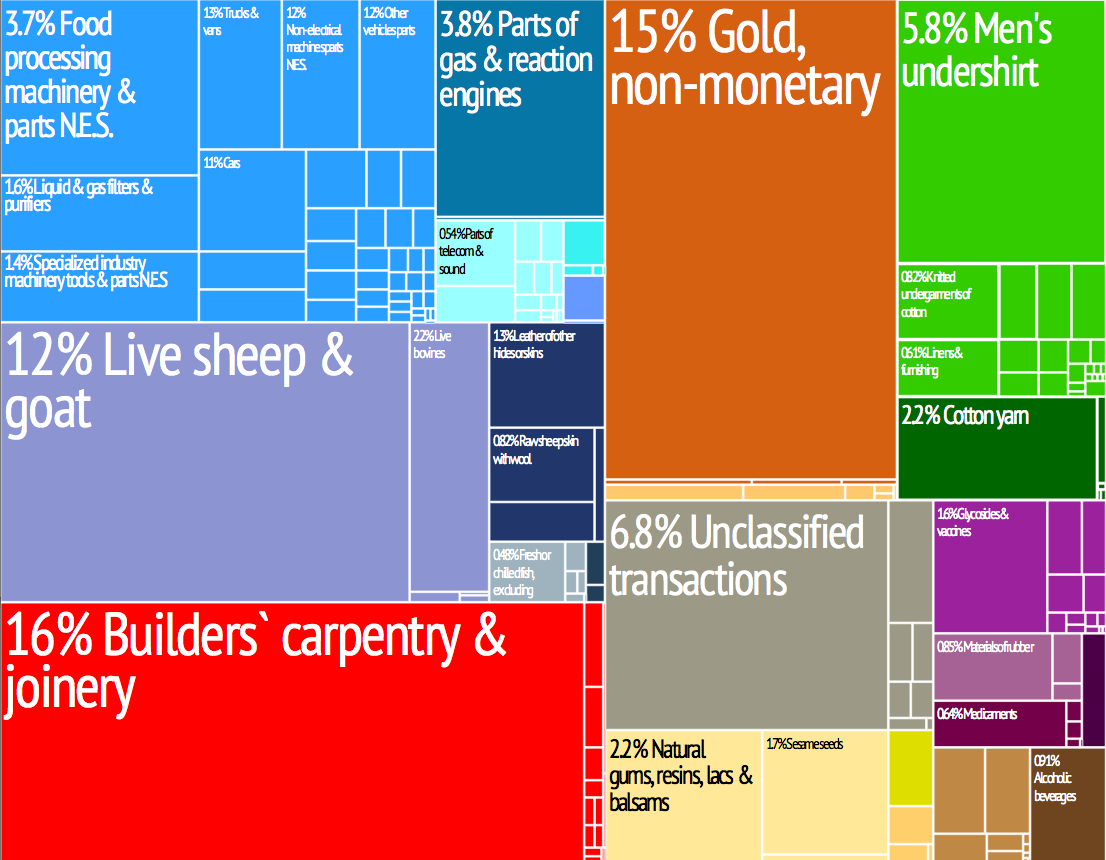
에리트레아의 제품 수출에 대한 28가지 색상 코드 범주의 그래픽 설명

2011년 40억 3,700만 달러로 추산된 에리트레아의 GDP는 2010년 GDP보다 8.7% 높다. 금값 상승과 함께 농업생산량 증가와 광공업 확대에 따른 것이다. 부문별 에리트레아 경제의 분류는 쉽게 구할 수 없지만, 일부 추정치에 따르면 2011년 서비스업은 GDP의 55%, 산업은 34%, 농업은 나머지 11%를 차지했다. 그러나 GDP의 성장은 국경과의 계속되는 긴장으로 인해 위태로워지고 있다.

## 산업

### 농림어업
2004년에 농업은 인구의 거의 80%를 고용했지만 에리트레아에서 국내총생산(GDP)의 12.4%만을 차지했다. 농업 부문은 현대적인 농업 장비와 기술, 댐의 사용으로 발전했다. 그럼에도 불구하고, 그것은 금융 서비스와 투자의 부족으로 인해 위태로워지고 있다. 주요 농산물은 수수, 보리, 콩, 유제품, 렌즈콩, 고기, 기장, 가죽, 티프, 밀이다. 에티오피아와의 전쟁으로 인한 에리트레아의 인구 이동과 지뢰의 광범위한 존재는 농업 부문의 생산성 하락에 기여했다. 현재 에티오피아에서 가장 비옥한 국토의 4분의 1이 1998년~2000년 에티오피아와의 전쟁의 여파 때문에 비어 있다.
임업은 에리트레아에서 중요한 경제 활동이 아니다.
정부는 선인장의 대규모 재배를 장려하여 인간의 고통을 완화하고 향후 수출 수익을 증대시킬 수 있도록 하고 있다. 선인장 식물은 프랑스 가톨릭 선교사가 1839년 남부 지방 딕사, 악루르, 헤보 등에 선인장을 심은 뒤 도입했다고 한다. 2세대 선인장은 이탈리아인들이 아스마라 철도를 건설하는 동안 아르베레부에 선인장을 심었다.
에리트레아에서 어업 산업의 범위와 가치에 대한 신뢰할 수 있는 수치는 얻기가 어렵다. 그러나, 에리트레아의 긴 해안선은 어업 산업이 현재 주로 장인적인 단계에서 크게 확장될 수 있는 기회를 제공한다. 에리트레아는 홍해에서 나온 어류와 해삼을 유럽과 아시아의 시장으로 수출하고 있으며, 마사와에 제트기가 가능한 새로운 공항 건설과 항구 복구는 고부가 해산물의 수출 증가를 지원할 수 있을 것으로 기대하고 있다. 2002년 수출은 약 14,000톤이었지만, 최대 안정 수확량은 거의 8만톤으로 추정된다. 현재 영국, 독일, 네덜란드의 시장에 매달 150톤의 냉동 생선을 수출하는 어류 가공 공장이 1998년에 세워졌다. 홍해 어업권을 둘러싼 예멘과의 갈등이 1995년과 2002년에 다시 불거졌고, 에리트레아의 다른 나라들과의 어려운 관계는 산업의 더 큰 발전을 방해할 수 있다.

### 광업 및 광물
에리트레아의 상당한 광물 매장량은 대부분 미개척 상태이다. 에리트레아 정부에 따르면 1998년 장인 채굴은 573.4kg의 금을 수집했지만 금 매장량은 알려지지 않았다. 국제적인 관찰자들은 또한 에리트레아의 장식용 대리석과 화강암 채석 잠재력이 뛰어나다고 지적했다. 2001년 기준으로, 약 10개의 광산 회사들이 에리트레아의 다른 광물들을 탐사할 수 있는 면허를 취득했다. 에리트레아 정부는 광업 분야의 잠재적 투자자들이 사용하기 위해 지질조사를 진행 중인 것으로 알려졌다. 특히 에티오피아와의 국경을 따라 에리트레아에 수십만 개의 지뢰가 있는 것은 미래의 광산 분야 발전에 심각한 장애물이다.
네브선 자원은 2011년 비샤 광산 프로젝트를 완료했다. 금광석이 소진될 때까지 연간 생산량은 35만 온스의 금으로 추정되며, 그 시점에 구리와 아연이 생산될 것이다.

### 산업 및 제조
연방 기간 동안 에리트레아의 산업 부문은 시대에 뒤떨어진 자본 장비를 보유하게 되면서 산업 역량이 에티오피아로 크게 이동했다. 2003년에는 산업이 국내총생산의 25.3%를 차지했다. 주요 생산품으로는 가공식품과 유제품, 주류, 유리, 가죽제품, 대리석, 직물, 소금 등이 있다.

### 관광업
에리트레아의 자금 접근 부족, 많은 수의 지뢰의 존재, 그리고 에리트레아와 에티오피아 사이에 불붙는 계속되는 긴장은 에리트레아의 관광 산업의 발전을 저해했다. 세계 관광 기구에 따르면 2002년 국제 관광 수입은 7300만 달러에 불과했다.

### 은행 및 금융
국제 통화 기금(IMF)에 따르면, 에리트레아의 상업은행들(모든 정부 소유 및 운영)은 신중한 규정을 준수하는 것으로 보인다. 시중은행 부문은 주로 외환거래 소득으로 수익성이 높지만 부실채권 비중이 높아 부담이 큰 부문이다. 핵심 대출 활동은 대부분의 시중은행에서 운영비를 충당하기에 충분한 수익을 창출하지 못한다.

## 노동력
농업은 에리트레아 인구의 80%를 고용하고 있으며, 나머지 20%는 산업과 서비스에 종사하고 있다. 2011년 1인당 명목 GDP는 475달러였다.

## 통화, 환율, 인플레이션
공식 통화는 1997년 11월에 도입된 에리트레아 낙파이다. 2005년 초, 외자 보유고를 늘리기 위한 노력으로, 에리트레아 정부는 에리트레아의 모든 거래가 낙파로 이루어져야 한다고 선언했다. 개인이 외화를 보유하고 환전하는 것은 곧 불법이 되었다. 2005년 1월 1일 현재, 정부는 환율을 US$1=ERN15로 정했다.
인플레이션은 에리트레아에서 계속 문제가 되고 있으며, 특히 수년간 지속된 가뭄으로 곡물 가격이 상승하고 국방비가 높은 상태를 유지하고 있다. 국제 통화 기금(IMF)은 2003년에 평균 인플레이션이 23%에 달했다고 추정했다.

## 정부 예산
에리트레아는 예산을 발표하지 않아 재정 상태를 평가하기 어렵다. 국제 통화 기금에 따르면, 2003년의 전체 재정적자는 국내총생산의 17퍼센트였다. 그 해의 정부 지출은 3억 7천 5백만 달러로 추정되었고, 수입은 2억 3천 5백 7십만 달러에 불과했다. 2002년 재정적자는 국내총생산의 32%였다. 현재 예산 지출은 특히 국방 및 기타 재량 지출에서 계속 초과되고 있다. 통화 정책은 여전히 정부의 재정 수요에 복종하고 있고, 부채는 지속할 수 없을 정도로 많다. 군부대 해산이 일어나기 전까지는 상황이 바뀌지 않을 것으로 보인다. CIA 월드 팩트북에 따르면 에리트레아 정부는 7억 1,520만 달러의 수입과 10억2100만 달러의 지출을 가지고 있다.

## 대외 경제 관계
중국, 인도, 한국, 이탈리아, 남아프리카 공화국, 독일은 에리트레아에서 공격적으로 시장 기회를 추구하고 있다. 미국의 에리트레아에 대한 투자는 아직 적지만 에리트레아에서 미국의 제품과 서비스에 대한 관심이 증가하고 있다.
2011년 에리트레아는 기계, 석유 제품, 식품 및 공산품을 포함하여 8억 9990만 달러 상당의 상품을 수입했다. 에리트레아의 주요 공급원은 브라질, 중국, 이집트, 인도, 이탈리아, 독일, 사우디아라비아, 남아프리카 공화국이다. 2011년 에리트레아로부터의 수출은 4억 1540만 달러로 평가되었으며, 그 대부분은 식품, 가축, 소규모 제조업, 수수, 직물이었다. 에리트레아의 주요 시장은 중국, 이집트, 이탈리아, 사우디아라비아, 수단, 영국이었다. 최근에는 생선, 꽃, 소금이 수출 대열에 합류했다.
외국인 투자는 국내 산업을 외국 경쟁으로부터 보호하려는 정부의 규제와 일반적으로 불리한 투자 풍토에 의해 방해받고 있다. 에리트레아의 주요 외국인 투자자는 세계은행뿐만 아니라 중국, 한국, 이탈리아, 남아프리카 공화국, 독일을 포함한다.
정부는 공식적인 원조 프로그램보다 민간 부문의 투자를 선호하고 해외 원조를 거절한다.

## 같이 보기
- 에리트레아
- 유엔 아프리카 경제 위원회